# Asimina tetramera
Asimina tetramera Small – gatunek rośliny z rodziny flaszowcowatych (Annonaceae Juss.). Występuje endemicznie w południowo-wschodniej części Stanów Zjednoczonych – na Florydzie. 

## Rozmieszczenie geograficzne
Rośnie naturalnie w pobliżu wybrzeża Atlantyku na Florydzie – w Jonathan Dickinson State Park, Palm Beach County Park oraz na kilku prywatnych terenach. 

## Morfologia
PokrójZimozielony krzew dorastający do 1–3 m wysokości. Młode pędy są pokryte kutnerem.
LiścieMają kształt podłużnie odwrotnie lancetowaty do łyżeczkowatego. Mierzą 5–10 cm długości. Są skórzaste, pokryte kutnerem. Nasada liścia jest klinowa. Wierzchołek jest tępy lub zaokrąglony. Ogonek liściowy jest nagi i dorasta do 2–3 mm długości.
KwiatySą pojedyncze. Wydzielają nieprzyjemny zapach. Mają czerwonawą barwę. Działki kielicha mają kształt od eliptycznego do owalnego i dorastają do 10 mm długości, są mniej lub bardziej owłosione od wewnętrznej strony. Płatki zewnętrzne mają kształt od lancetowatego do podłużnie lancetowatego i osiągają do 2–2,5 cm długości, natomiast wewnętrzne są mniejsze i mają owalny kształt. Kwiaty mają 3–11 słupków.
OwoceŻółtozielonkawe jagody, które tworzą owoc zbiorowy. Osiągają 5–9 cm długości.

## Biologia i ekologia
Rośnie w lasach sosnowych oraz na wydmach, na piaszczystym podłożu. Występuje na terenach nizinnych. 

## Ochrona
W Czerwonej księdze gatunków zagrożonych został zaliczony do kategorii EN – gatunków zagrożonych wyginięciem. Całkowita liczebność populacji wynosi tylko około 500 osobników. Roślina przystosowana jest do zakłóceń, w związku z czym często rośnie w miejscach zacienionych przez dęby i sosny. Poza Jonathan Dickinson State Park jej stanowiska są ograniczone, a wiele z nich zanikło w wyniku rozwoju stref komercyjnych i mieszkaniowych. Gatunek ten jest wymieniony na Liście Gatunków Zagrożonych Stanów Zjednoczonych.